# Jednotka 29155
Jednotka 29155 je jednotka ruské vojenské rozvědky GRU, o které se předpokládá, že stojí v pozadí vražd, špionáže, hackerských útoků a dalších aktivit ruských tajných služeb snažících se o destabilizaci Evropy. Zprávu o působení jednotky přinesl v říjnu 2019 americký deník The New York Times. Jednotka měla vzniknout v roce 2008 a posledních 10 let pravděpodobně působila v tajnosti, její existence byla prokázána na základě informací evropských tajných služeb.
Mezi provedené akce má patřit sestřelení letu MH 17 a výbuchy muničních skladů ve Vrběticích (2014), pokus o státní převrat v Černé Hoře v říjnu 2016, ovlivňování amerických prezidentských voleb v roce 2016 či otrava Sergeje Skripala (2018). Charakteristickým znakem aktivit je, že jsou provedeny „nepořádně“, často jsou operace nedokončeny nebo za sebou jednotka zanechá stopy. Jednotka pracuje s nízkým rozpočtem. Až do roku 2018 měl sloužit jako základna několika jejích agentů francouzský region Horní Savojsko; v roce 2019 vyšetřovatelé identifikovali přítomnost patnácti agentů, přičemž podle deníku Le Monde se mělo jednat o základnu jednotky pro všechny evropské operace.
Jednotka má asi 20 členů, již se rekrutují z řad veteránů, kteří působili ve vojenských konfliktech na Kavkaze (Čečensko), Afghánistánu či na Ukrajině. Velitelem jednotky je Andrej V. Averjanov. K příslušníkům jednotky mají patřit také důstojníci Anatolij Čepiga a Alexander Miškin, jimž je připisováno provedení otravy Sergeje Skripala a podíl na výbuších skladů ve Vrběticích.

## Aktivity

### Havanský syndrom
Počátkem dubna 2024 byla tato jednotka spojena s tzv. havanským syndromem. Ruský investigativní portál The Insider podnikl společně s německým listem Der Spiegel a pořadem 60 Minutes americké stanice CBS vyšetřování, které déle než rok zjišťovalo okolnosti zdravotních potíží s neurologickými symptomy, o nichž se začalo mluvit v roce 2016 u amerických diplomatů působících v kubánském hlavním městě. Bolesti hlavy, únavu, poruchy sluchu, závratě či nevolnosti později ohlásili diplomati, agenti CIA či jejich rodinní příslušníci v řadě dalších zemích včetně Rakouska, Kolumbie nebo Vietnamu. Ve městech, v nichž se „havanský syndrom“ objevil, se podle zjištění Insideru pohybovali právě členové jednotky GRU 29155. Navíc vysoce postavení členové jednotky 29155 dostali ocenění za svůj přínos k vývoji akustických zbraní.

## Obdobné jednotky GRU
Podobné úkoly plní i jednotky 74455 (organizovala vměšování do amerických prezidentských voleb) a 99450 (účastnila se okupace Krymu).